# Silvestro Ganassi dal Fontego
Silvestro Ganassi dal Fontego (ur. około 1492, zm. po 1542) – włoski flecista, wiolista i pisarz muzyczny.

## Życiorys
Był muzykiem signorii weneckiej. Opublikował podręcznik gry na flecie Opera initulata Fontegara (Wenecja 1535) oraz na violi da gamba Regola rubertina (Wenecja 1542), cz. 2 pt. Lettione seconda (Wenecja 1543). Dzieła te stanowią świadectwo do poznania sposobu gry na tych instrumentach w 1. połowie XVI wieku, autor zamieścił w nich zagadnienia dotyczące wykonawstwa i omówienie aspektów technicznych, ilustrowane licznymi przykładami praktycznymi.